# Matriz de Hurwitz
En matemáticas, una matriz de Hurwitz, matriz de Routh-Hurwitz; o matriz de estabilidad en ingeniería, es una matriz cuadrada estructurada en los reales, construida con los coeficientes de un polinomio real.

## Criterio de la matriz y estabilidad de Hurwitz
Dado un polinomio real
{\displaystyle p(z)=a_{0}z^{n}+a_{1}z^{n-1}+\cdots +a_{n-1}z+a_{n},}
la matriz cuadrada {\displaystyle n\times n}
{\displaystyle H={\begin{pmatrix}a_{1}&a_{3}&a_{5}&\dots &\dots &\dots &0&0&0\\a_{0}&a_{2}&a_{4}&&&&\vdots &\vdots &\vdots \\0&a_{1}&a_{3}&&&&\vdots &\vdots &\vdots \\\vdots &a_{0}&a_{2}&\ddots &&&0&\vdots &\vdots \\\vdots &0&a_{1}&&\ddots &&a_{n}&\vdots &\vdots \\\vdots &\vdots &a_{0}&&&\ddots &a_{n-1}&0&\vdots \\\vdots &\vdots &0&&&&a_{n-2}&a_{n}&\vdots \\\vdots &\vdots &\vdots &&&&a_{n-3}&a_{n-1}&0\\0&0&0&\dots &\dots &\dots &a_{n-4}&a_{n-2}&a_{n}\end{pmatrix}}.}
es llamada matriz de Hurwitz correspondiendo al polinomio {\displaystyle p}. Fue establecido por Adolf Hurwitz en 1895 que un polinomio real es estable (es decir, que todas sus raíces tienen una parte real estrictamente negativa) sí y solo sí todos los primeros menores de la matriz {\displaystyle H(p)} son positivos:
{\displaystyle {\begin{aligned}\Delta _{1}(p)&={\begin{vmatrix}a_{1}\end{vmatrix}}&&=a_{1}>0\\[2mm]\Delta _{2}(p)&={\begin{vmatrix}a_{1}&a_{3}\\a_{0}&a_{2}\\\end{vmatrix}}&&=a_{2}a_{1}-a_{0}a_{3}>0\\[2mm]\Delta _{3}(p)&={\begin{vmatrix}a_{1}&a_{3}&a_{5}\\a_{0}&a_{2}&a_{4}\\0&a_{1}&a_{3}\\\end{vmatrix}}&&=a_{3}\Delta _{2}-a_{1}(a_{1}a_{4}-a_{0}a_{5})>0\end{aligned}}}
y así. Los menores {\displaystyle \Delta _{k}(p)} son llamados determinantes de Hurwitz.

## Matrices estables de Hurwitz
En ingeniería y teoría de la estabilidad, una matriz cuadrada {\displaystyle A} es llamada matriz de estabilidad (o, a veces, matriz de Hurwitz) si cada valor propio de {\displaystyle A} tiene una parte real estrictamente negativa, es decir,
{\displaystyle \mathop {\mathrm {Re} } [\lambda _{i}]<0\,}
para cada valor propio {\displaystyle \lambda _{i}}. {\displaystyle A} también es llamada una matriz de estabilidad, porque la ecuación diferencial
{\displaystyle {\dot {x}}=Ax}
es asintóticamente estable, es decir que {\displaystyle x(t)\to 0} cuando {\displaystyle t\to \infty .}
Si {\displaystyle G(s)} es una función de transferencia (valorada por la matriz), entonces {\displaystyle G} es llamada Hurwitz si los polos de todos los elementos de {\displaystyle G} tienen una parte real negativa. Nótese que no es necesario que {\displaystyle G(s),} para un argumento específico {\displaystyle s,} sea una matriz de Hurwitz — ni siquiera es necesario que sea cuadrada. La conexión es que si {\displaystyle A} es una matriz de Hurwitz, entonces el sistema dinámico
{\displaystyle {\dot {x}}(t)=Ax(t)+Bu(t)}
{\displaystyle y(t)=Cx(t)+Du(t)\,}
tiene una función de transferencia de Hurwitz.
Cualquier punto fijo hiperbólico (o punto de equilibrio) de un sistema dinámico continuo es local y asintóticamente estable sí y solo sí el jacobiano del sistema es estable por Hurwitz en el punto fijo.
La matriz de estabilidad de Hurwitz es una parte crucial en la teoría del control. Un sistema es estable si su matriz de control es una matriz de Hurwitz. Los componentes reales negativos de los valores propios de la matriz representan una realimentación negativa. De la misma manera, un sistema es inherentemente inestable si alguno de sus valores propios tienen componentes reales positivos, representando realimentación positiva.